# Fonseca (Colômbia)
Fonseca é um município da Colômbia, localizado no departamento de Guajira.